# Depot I von Jizerní Vtelno
Das Depot I von Jizerní Vtelno (auch Hortfund I von Jizerní Vtelno) ist ein Depotfund der frühbronzezeitlichen Aunjetitzer Kultur aus Jizerní Vtelno im Středočeský kraj, Tschechien. Es datiert in die Zeit zwischen 2000 und 1800 v. Chr. Das Depot befindet sich heute im Nationalmuseum in Prag.

## Fundgeschichte
Das Depot wurde im März 1884 direkt im Ort bei Gartenarbeiten in 1 m Tiefe entdeckt. Weitere Befunde wurden in der unmittelbaren Umgebung nicht festgestellt. 1934 wurde nur knapp 150 m westnordwestlich ein zweites Depot entdeckt, das in die gleiche Zeitspanne datiert.

## Zusammensetzung
Das Depot besteht aus vier bronzenen Armspiralen, zehn massiven Ovalringen, einem Anhänger und einem Draht sowie zwei Zierscheiben (Faleren) auf Kupfer. Die Armspiralen sind zylindrisch und bestehen aus dickem Draht, der bei drei Exemplaren einen kreisrunden und bei einem einen rechteckigen Querschnitt aufweist. Die unterschiedlichen Maße der Spiralen deuten darauf hin, dass es sich um zwei Paare handelt. Von den Ovalringen weisen zwei gerippte Enden und acht sich verjüngende Enden auf. Die Ringe mit gerippten Enden sind neuzeitlich zerbrochen, bei beiden fehlt jeweils ein Stück. Die restlichen acht Ringe sind vollständig. Sie lassen sich aufgrund ihres Gewichts zu vier Paaren ordnen. Der Anhänger besteht aus einer unverzierten Scheibe von 20 mm Durchmesser, die über einen kurzen drahtumwickelten Hals mit einem Hängebogen verbunden ist, von dem noch etwa die Hälfte erhalten ist. Die Gesamtlänge des Anhängers beträgt 42 mm. Der Draht ist in drei Stücke zerbrochen. Die Zierscheiben sind identisch ausgeführt. Sie bestehen aus massivem Blech und weisen einen zentralen Buckel, ein Dekor aus vier konzentrisch verlaufende Kreisbändern sowie zwei Nieten auf.